# یزیورکی (استان اشوی‌داشکسیه)
یزیورکی (به لهستانی: Jeziorki) یک منطقهٔ مسکونی در لهستان است که در گمینا ووجسواو واقع شده‌است.